# لجنة البرلمان الأوروبي للتوظيف والشؤون الاجتماعية
لجنة التوظيف والشؤون الاجتماعية (بالإنجليزية: Committee on Employment and Social Affairs)‏ المعروفة اختصاراً بـ EMPL هي إحدى لجان البرلمان الأوروبي. وهي مسؤولة عن قضايا التوظيف والسياسة الاجتماعية، بما في ذلك حقوق العمال والضمان الاجتماعي والإدماج وحرية التنقل للعمال والمتقاعدين والتدريب المهني والحرفي والصندوق الاجتماعي الأوروبي ‏ وقانون التمييز في العمل. يرأس اللجنة حالياً لي أندرسون من فنلندا.